# Baltimore Bullets
De Baltimore Bullets was een professioneel basketbalteam uit Baltimore, Maryland van 1944 tot 1954. 
Het team werd opgericht in 1944 en speelde tot 1947 in de American Basketball League (ABL). Van 1947 tot 1949 speelden de Bullets in de Basketball Association of America (BAA), waar het team in 1948 het kampioenschap won. Vervolgens werd deze competitie overgenomen door de National Basketball League (NBL) en werd hernoemd tot de National Basketball Association (NBA). De Bullets speelden in de nieuw gevormde NBA van 1949 tot 1954, voordat het team op 27 november 1954 werd opgeheven.
Van 1963 tot 1973 werd de naam Baltimore Bullets ook gebruikt door het NBA-team Washington Wizards.